# Ophion (Weltherrscher)
Ophion (altgriechisch Ὀφίων Ophíōn), auch Ophioneus (Ὀφιονεύς Ophioneús), ist eine Gottheit der griechischen Mythologie.
Der Mythos um Ophion geht wahrscheinlich auf den Vorsokratiker Pherekydes von Syros zurück. Ihm zufolge herrschte Ophion gemeinsam mit seiner Frau Eurynome als erster über die Welt. Laut Pherekydes hatte Ophion mehrere Kinder, die gemeinsam Ophioniden (Ὀφιονίδαι) genannt werden, deren individuelle Namen aber nicht überliefert sind.
Im Streit um die Weltherrschaft bezwang Kronos Ophion in einem Zweikampf. Gleichzeitig besiegte seine Frau Rhea Ophions Frau Eurynome. Sie stürzten die beiden in den Tartaros (nach Lykophron, Alexandra) oder Okeanos (nach Apollonios Rhodios, der Okeanos hier offenbar nicht als Person, sondern als Ort auffasst). Das Titanenpaar Kronos und Rhea übernahm so die Herrschaft, bis sie ihrerseits von Zeus abgesetzt wurden.
Der Mythos um Ophion war in der Antike wenig verbreitet und widerspricht anderen, gängigeren Mythenversionen. In den Epen Homers und in Hesiods Theogonie kommt Ophion nicht vor. Eurynome wird zwar von beiden Autoren erwähnt, hat dort aber nicht die Funktion einer Weltherrscherin. In der auf Pherekydes von Syros basierenden Version des Mythos nimmt Ophion die Rolle von Uranos ein. Deshalb wurde Ophion bereits in der Antike gelegentlich mit Uranos gleichgesetzt, später auch mit Okeanos. Wegen seiner Zugehörigkeit zur Generation vor den Göttern und aufgrund eines Scholions zu Lykophron wird Ophion auch zu den Titanen gezählt.
Der Ursprung dieses Mythos ist unbekannt. Der spätantike Autor Eusebius von Caesarea nahm an, Pherekydes habe ihn der phönizischen Kultur entlehnt. Apollonios Rhodios überlieferte den Mythos als Teil eines Liedes des Orpheus. Ob sich darin tatsächliche Elemente einer Tradition der Orphiker widerspiegeln oder ob Apollonios Rhodios das Lied in Anlehnung an Pherekydes selbst erfunden hat, ist ungeklärt.
Obwohl dies in den ursprünglichen Quellen nicht erwähnt wird, stellten sich spätere Autoren Ophion seinem Namen gemäß in Gestalt einer Schlange (ὄφις óphis) vor.